# Cimetière de Sisteron
Le cimetière de Sisteron est le cimetière communal de la ville de Sisteron dans les Alpes-de-Haute-Provence. Il est situé à l'écart, à l'ouest de la commune, montée de la Citadelle.

## Histoire et description
Ce cimetière a été ouvert en 1860 au pied de la citadelle de Sisteron. Il offre une jolie vue sur le panorama montagneux. Il est sans végétation et non arboré, sauf près du mur d'entrée, et ses tombes ne présentent aucune qualité esthétique, les concessions anciennes étant remplacées par des tombeaux modernes « standard », plats, sans originalité, ni signes distinctifs, ou même de croix. Il compte 2 500 concessions. Il est partagé en une partie haute (ouverte en 1984) et une partie basse (la plus ancienne). C'est dans cette dernière que l'on trouve encore quelques chapelles funéraires et tombes ouvragées. La municipalité s'est engagée à les remplacer par de nouvelles concessions, le plus souvent des caveaux cubiques sans attrait avec des stèles aux formes disgracieuses proposées sur catalogue. La tombe du poète Paul Arène, auteur de Jean des figues est surmontée d'un coq et sur la dalle l'on peut lire en provençal: « Je m’en vais, l’âme ravie d’avoir rêvé ma vie », ainsi que des vers d'Armand Silvestre.

## Personnalités inhumées
- Paul Arène (1843-1896), poète provençal et journaliste, fondateur du félibrige parisien en 1879[4]